# انگار گفته بودی لیلی
انگار گفته بودی لیلی رمانی‌ست نوشتهٔ سپیده شاملو که در سال ۱۳۷۹ از سوی نشر مرکز به چاپ رسید.

## درباره کتاب
این رمان را رمانی روانشناختی با دیدگاه انتقادی-اجتماعی دانسته‌اند که ذهنیت زنانه و نظام تک‌آوایی بر آن حاکم است  و شخصیت‌های مرد داستان از پسِ نگاه زنانه دیده می‌شوند. 

## خلاصه داستان
رمان با مرگ علی نوربخش در بمباران تهران آغاز می‌شود. همسرش، شراره، که راوی داستان هم هست، علی را مخاطب قرار می‌دهد و زندگی خود را بازگو می‌کند. فصل اول، دربارهٔ زندگی با علی و مرگ علی‌ست. فصل دوم، ماجرای عروسی با علی، سفر مشهد و کوه‌رفتن دوران نامزدی را از زبان شراره می‌شنویم. فصل سوم مرگ مستانه و ماجرای آشنایی مستانه و محمود روایت می‌شود. در فصل چهارم، راوی داستان عوض می‌شود. این بار، مستانه، خواهر علی از زندگی خود و از مرگ علی می‌گوید. در فصل پنجم، شراره مستانه را مورد خطاب قرار می‌دهد و برایش از اتفاقات بعد از مرگ علی می‌گوید. در فصل ششم از رابطهٔ مستانه با شراره و سیاوش، پسرش، باخبر می‌شویم. فصل هفتم دربارهٔ فراموش کردن علی‌ست. در فصل هشتم، شراره با آشنای قدیمی قرار سفر خارج را می‌گذارد. سیاوش قهر می‌کند و ...

## جوایز
این رمان برندهٔ جایزه بنیاد هوشنگ گلشیری برای بهترین رمان اول در سال ۱۳۷۹ شده‌است.